# Jean-Baptiste-Jules Klagmann
Jean-Baptiste-Jules Klagmann, né le 1er avril 1810 à Paris où il est mort le 18 janvier 1867, est un sculpteur français.

## Biographie
Élève du sculpteur néoclassique Jules Ramey à l’École des beaux-arts de Paris, Jean-Baptiste-Jules Klagmann est parallèlement initié à l’art de la Renaissance par Jean-Jacques Feuchère. Il débute au Salon de 1831, en plein essor de la sculpture romantique, avec une esquisse de l’Attaque des Titans contre Jupiter.
À l’issue de son séjour en Angleterre, Klagmann est persuadé de l’urgence à préserver le savoir-faire des artisans d’art français, ceux-ci risquent de se faire concurrencer par l’industrie anglaise. Il dépose plusieurs projets qui aboutiront, en 1864, à la création de l’Union centrale des beaux-arts appliqués à l’industrie. Il en fut le premier président honoraire et figure parmi les 30 cofondateurs d’une institution qui fédère artistes et industriels dans une sorte de modus vivendi qui permet d’élaborer une industrie de l’art décoratif.
Il meurt le 18 janvier 1867 à Paris et est enterré au cimetière du Père-Lachaise (67e division).

## Distinctions
- Chevalier de la Légion d'honneur (décret du 1er janvier 1853)[3].

## L'œuvre
Klagmann s’illustre principalement comme sculpteur-décorateur. Il travaille notamment pour la porte des Séances du Sénat et les boiseries de son hémicycle, ainsi que pour les décorations de la deuxième salle Favart de l’Opéra-comique à Paris.
Dans les années 1840, il réalise les quatre statues représentant les quatre fleuves de France (Garonne, Loire, Saône, Seine) pour la fontaine du square Louvois à Paris, conçue par l’architecte Louis Visconti.
Dans le cadre de la commande royale de la série des Reines de France et Femmes illustres pour le jardin du Luxembourg à Paris, il réalise une statue de sainte Clotilde.
Dans le registre des arts décoratifs, il fournit certains modèles de pièces pour le grand surtout de table que réalise Claude-Aimé Chenavard pour le duc d’Orléans à partir de 1834, avec les sculpteurs Antoine-Louis Barye et Jean-Jacques Feuchère.
En 1848, Klagmann est nommé membre du Conseil supérieur de perfectionnement des manufactures des Gobelins, de Beauvais et de Sèvres.
Il séjourne à Londres vers 1851 et, sous le Second Empire, participe au chantier du Nouveau Louvre, aux agrandissements du Palais-Royal et de la Comédie-Française ainsi qu’à la réfection de la fontaine de Léda.
Il n’abandonne pour autant pas son activité d’artiste pour les arts décoratifs, dessinant une épée commandée par la Ville de Paris pour le comte de Paris, un vase de Fromet-Meurice offert par la Ville de Paris à l’ingénieur Henri Emmery, et une coupe en ivoire d’Alessandri. Il travaille aussi pour Duponchel (coupe et candélabres avec nymphes et tritons pour l’Exposition universelle de 1862) et Christofle (surtout d’Isaac Pereire de 1862, en préparation au moment de sa mort).
Le Chant et la Musique couronnant du théâtre municipal de Toulon est un de ses derniers travaux.

## Œuvres

### Sculpture
- Avignon, opéra d'Avignon, façade :
  - Pétrarque, médaillon en plâtre ;
  - Le Roi René, comte de Provence, médaillon en plâtre.
- Melun, fontaine Saint-Jean : La Seine, La Marne et 'L'Yonne, 1864.
- Mézières-en-Brenne, église paroissiale : Les Saintes Femmes au tombeau du Christ, bas-relief en plâtre.
- Paris :
  - palais du Luxembourg, Sénat : porte des Séances et boiseries de l'hémicycle.
  - salle Favart : participation à la décoration en 1840.
  - square Louvois, fontaine Louvois : La Garonne, La Seine, La Loire et La Saône, 1844, statues en fonte de fer.
- Toulon, opéra de Toulon : Le Chant et la Musique, 1862, groupe sommital en pierre.

### Objet d'art
- Surtout de table pour le duc d'Orléans, 1834[réf. nécessaire].
- Coupe et candélabres avec nymphes et tritons, Exposition universelle de 1862[réf. nécessaire].
- Épée pour le comte de Paris[réf. nécessaire].

Œuvres de Jean-Baptiste-Jules Klagmann
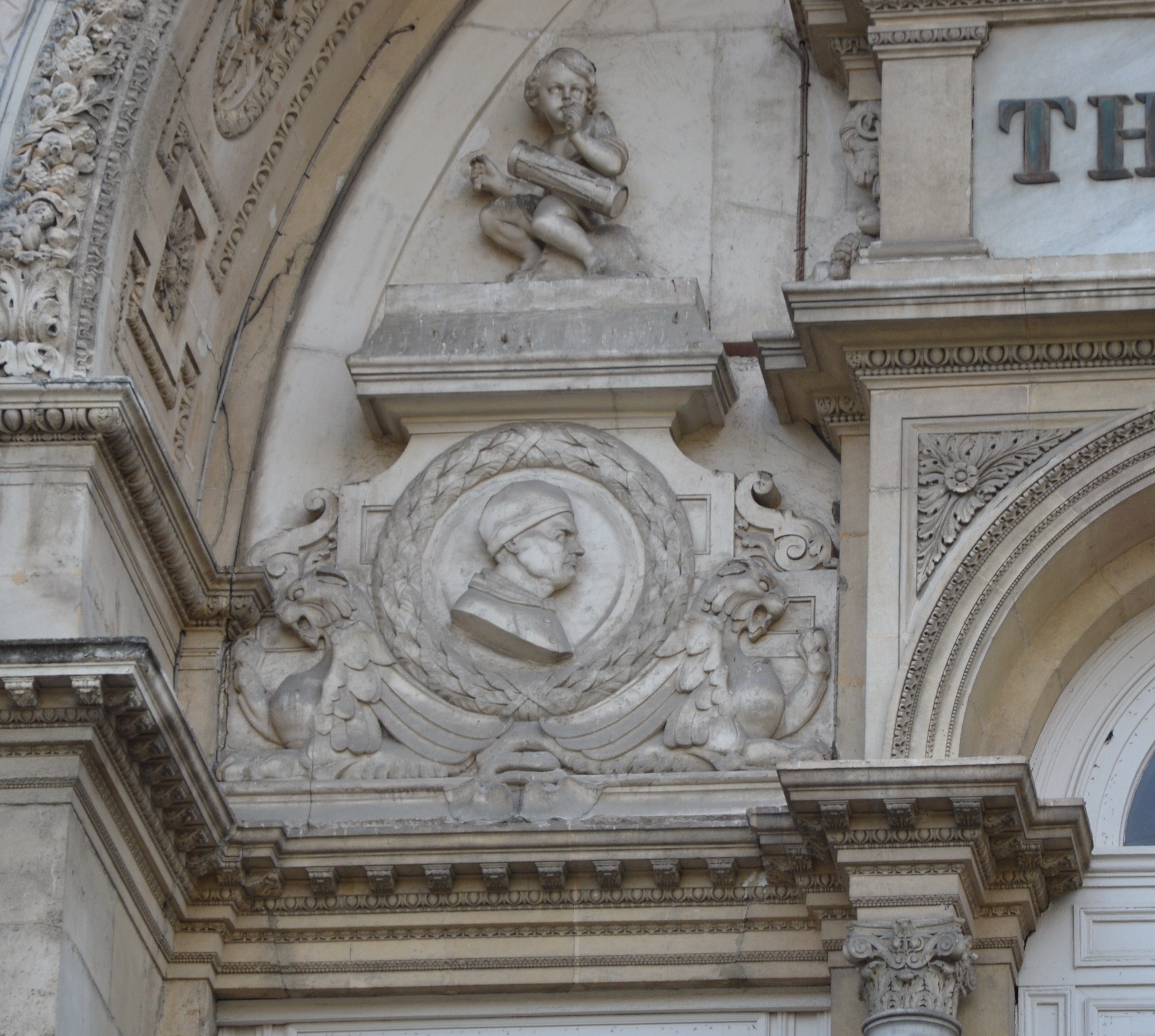
Le Roi René, comte de Provence, opéra d'Avignon.
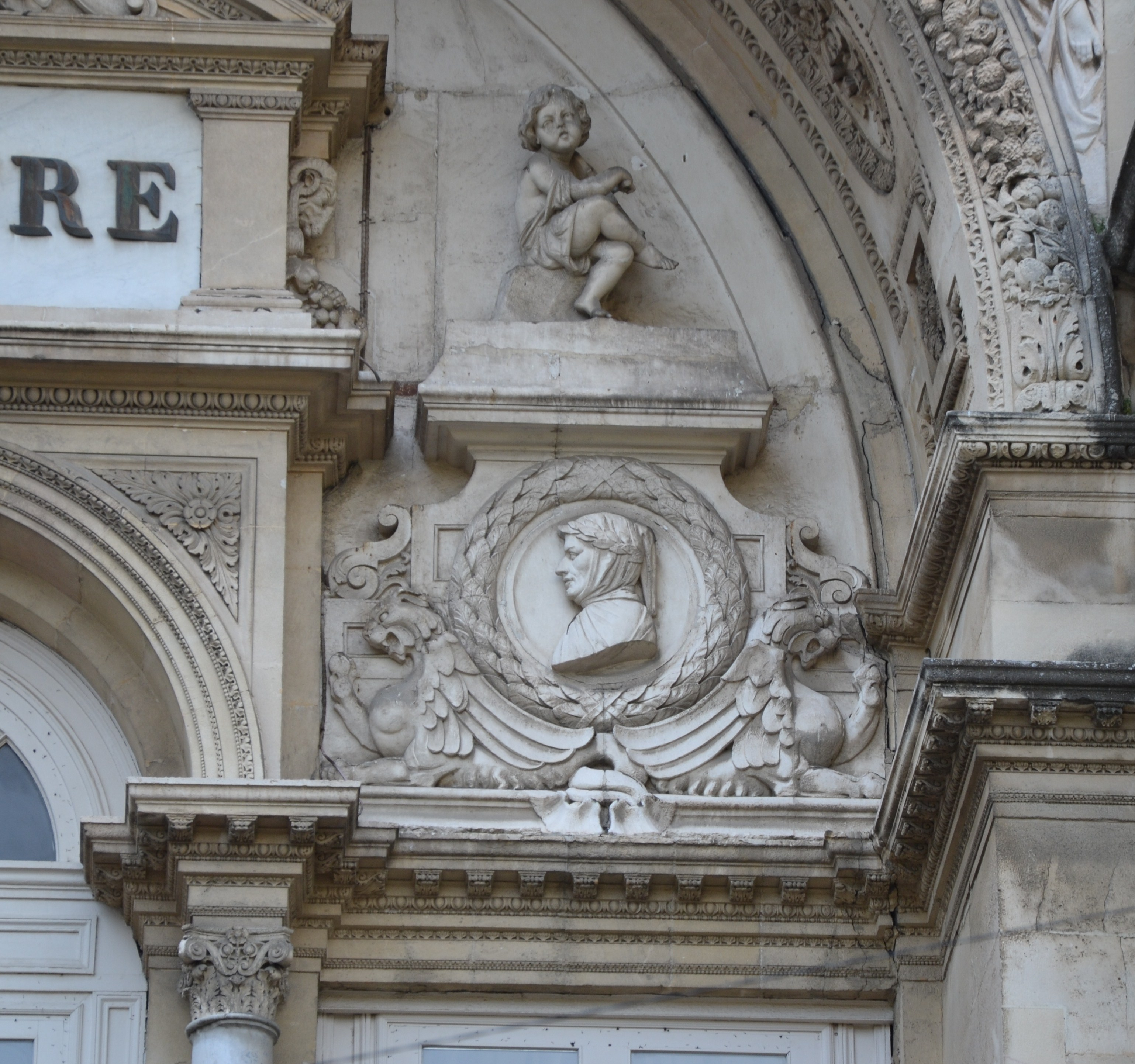
Pétrarque, opéra d'Avignon.
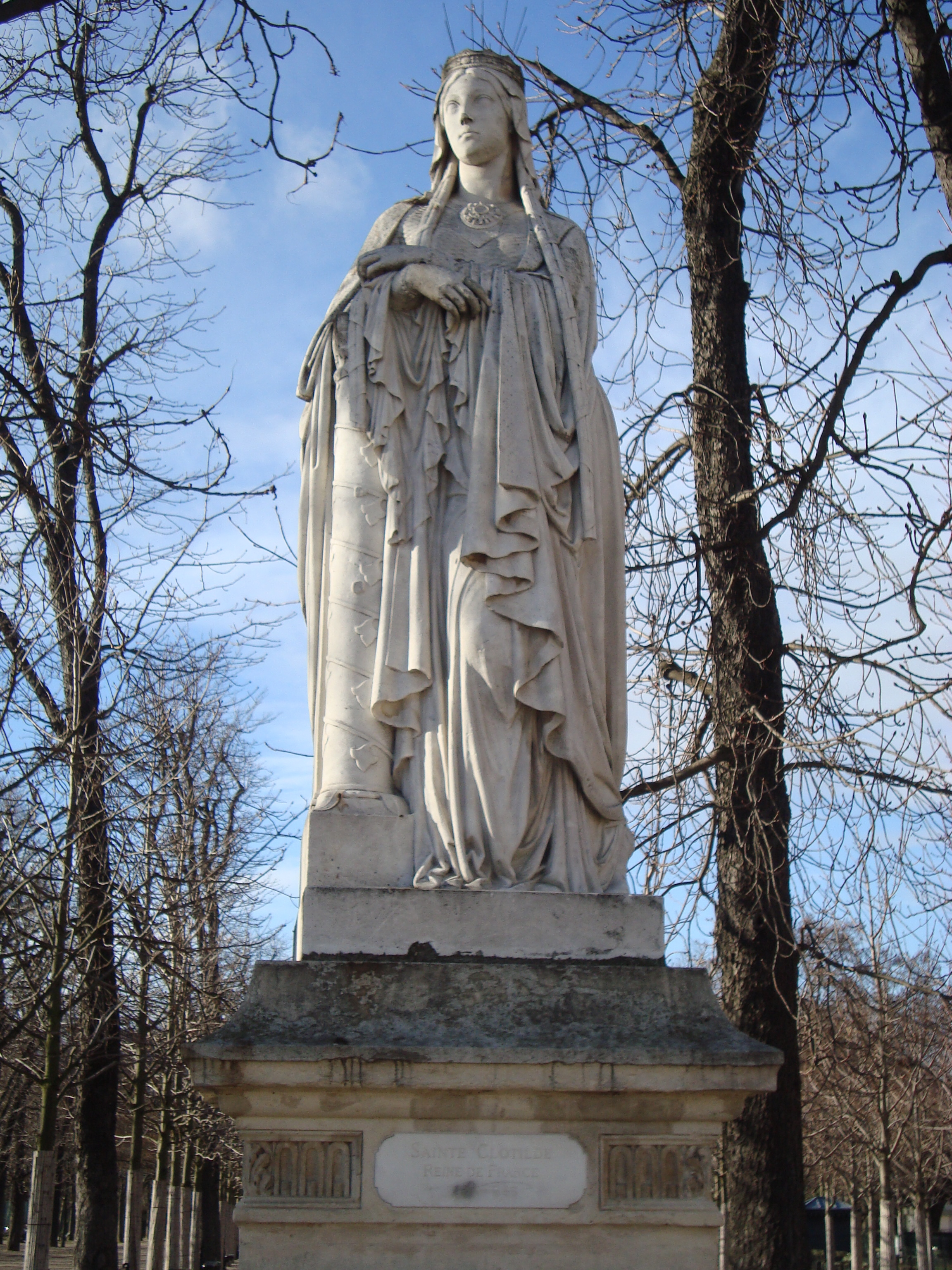
Sainte-Clothilde, Paris, jardin du Luxembourg.
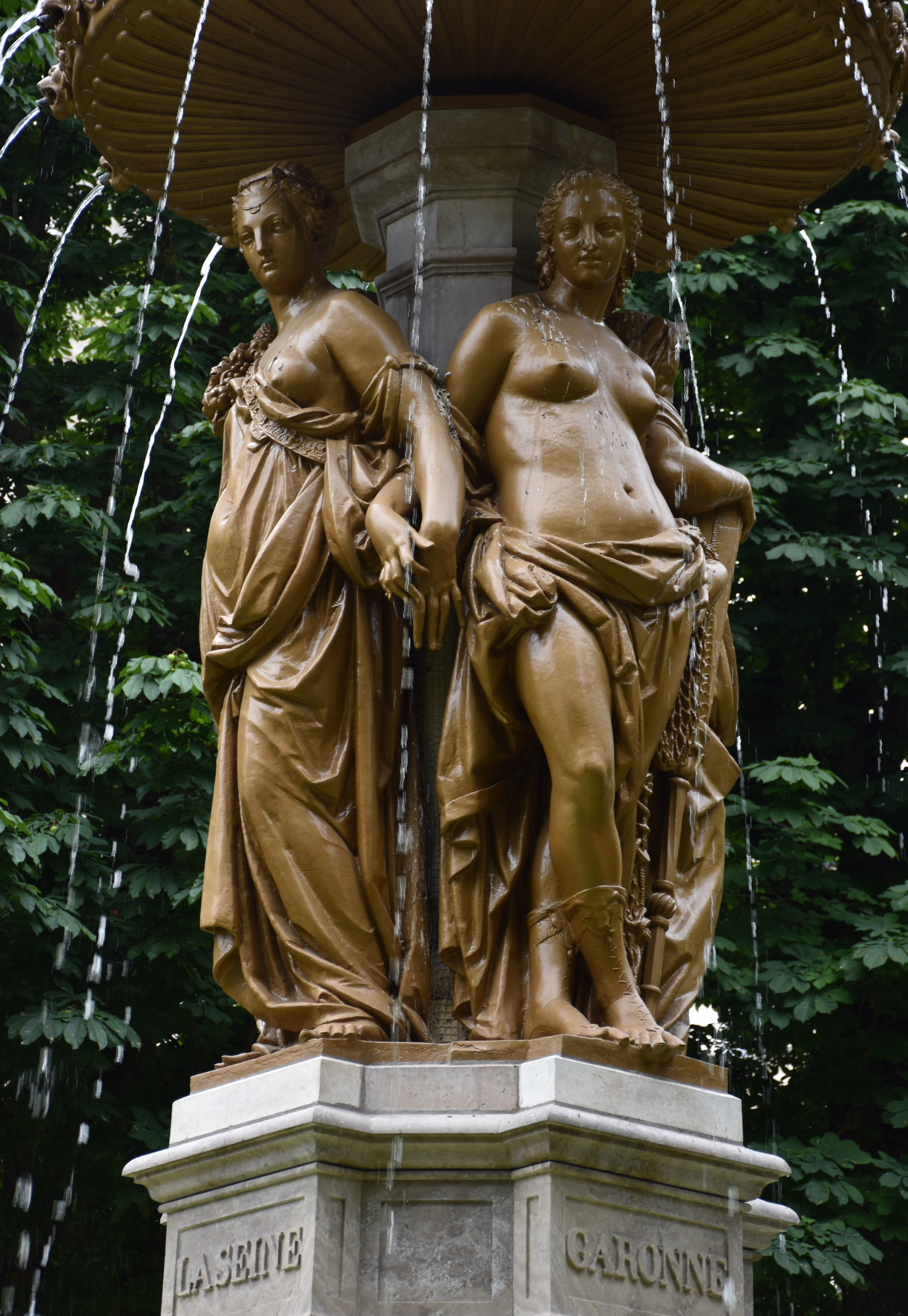
La Seine et la Garonne (1844), fontaine Louvois, Paris, square Louvois.

## Élèves
- Ambroise Choiselat (1815-1883)
- Antoine-Louis Bernard (1821-1880)
- Auguste Joseph Peiffer (1832-1879)